# Заведеева, Зоя Васильевна
Зо́я Васильевна Заведе́ева (укр. Зоя Василівна Завєдєєва; род. 29 июня 1985), в девичестве Обух (укр. Обух) — украинская лыжница. Мастер спорта Украины. Чемпионка Украины.

## Биография
В 2003 году окончила Броварское высшее училище физической культуры и получила специальность тренера-преподавателя.
В состав сборной команды Украины по лыжным гонкам попала в 2003 году. Участие в международных соревнованиях принимает с 2004 года.
12 марта 2006 года в Харькове на соревнованиях FIS заняла 2 место.
На XXV Универсиаде 2011 года Заведеева в составе сборной Украины в лыжной эстафете 3х5 км завоевала серебряную медаль. В личном зачёте на Универсиаде 2013 года показала 21-й результат.